# Adolph Hesse

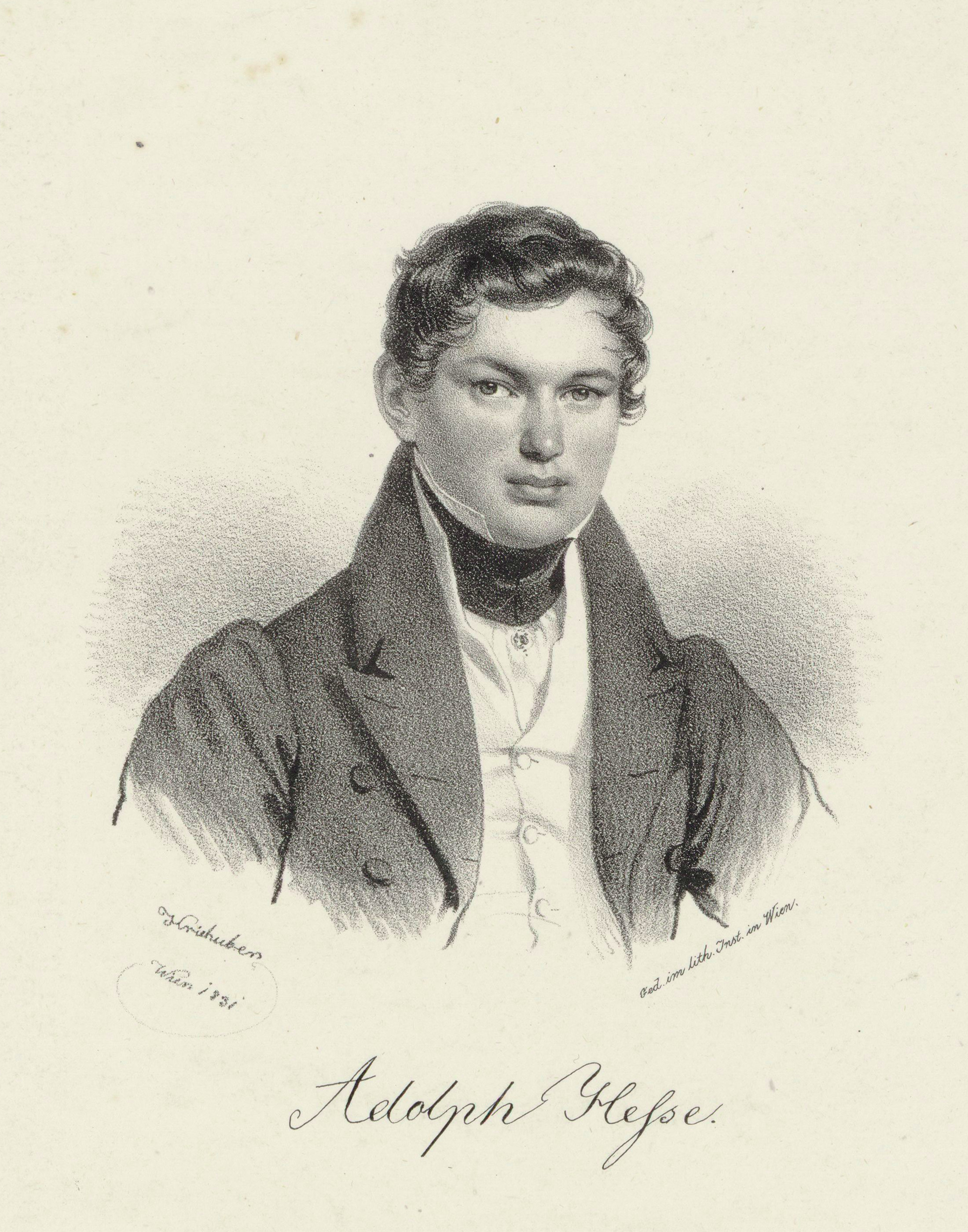
Adolf Hesse, Lithographie von Josef Kriehuber, 1831

Adolph Friedrich Hesse, eigentlich Adolph Benjamin (* 30. August 1809 in Breslau; † 5. August 1863 ebenda) war ein deutscher Organist und Komponist.

## Leben
Hesse war in Breslau Schüler der Organisten Friedrich Wilhelm Berner und Ernst Köhler und wurde 1831 Erster Organist an der dortigen Bernhardinkirche.
Hesse galt in Deutschland als bedeutender Organist und erregte in Paris und London Aufsehen durch sein virtuoses Pedalspiel. Aufgrund seines Einsatzes für das Orgelwerk Johann Sebastian Bachs erhielt er den Beinamen der schlesische Bach. In Breslau dirigierte er auch die Symphoniekonzerte des Opernorchesters. Zu seinen Schülern zählt Jacques-Nicolas Lemmens, der Lehrer von Alexandre Guilmant und Charles-Marie Widor.

## Werke
Nicht vollständige Liste mit Werken
Bei allen aufgeführten Kompositionen handelt es sich um Kompositionen für Orgel.
Werke mit Opuszahl
- Opus 22: Fantasie in c-Moll
- Opus 24: Neun leichte Orgelvorspiele
- Opus 25a: Leichte Orgelvorspiele
- Opus 25b: Zwölf Orgelvorspiele verschiedenen Charakters
- Opus 26a: Drei ausgeführte Choräle, ein Praeludium und ein Postludium
- Opus 26b: Drei ausgeführte Choräle und eine Fuge nebst Einleitung
- Opus 30: Acht Studien mit obligaten Pedal und genau angezeigter Pedal-Applicatur
- Opus 31: Acht leichte Orgelvorspiele (Neuausgabe Kleinmachnow 2016)
- Opus 32: Orgelvorspiele (Neuausgabe Berlin 2013)
- Opus 34: Variationen über ein Original-Thema (As-Dur)
- Opus 35: Fantasie für die Orgel zu 4 Händen (c-Moll)
- Opus 39: Zwei Fugen nebst Einleitung für Orgel (Neuausgabe Köln 2012)
- Opus 47: Variationen über ein Original-Thema (A-Dur)
- Opus 48: Neun Vorspiele verschiedenen Charakters (Neuausgabe Berlin 2013)
- Opus 51: Acht leichte Orgelstücke
- Opus 53: Fünf Vorspiele und ein variirter Choral
- Opus 54: Variationen über den Choral: „Sei Lob und Ehr’ dem höchsten Gut“ und Postludium (Fuge)
- Opus 57: Sechste Fantasie für die Orgel nebst einem variirten Chorale und zwei Vorspielen (Neuausgabe Köln 2013)
- Opus 58: VI Orgel-Stücke verschiedenen Charakters (Neuausgabe Köln 2013)
- Opus 60: Sieben Orgelstücke verschiedenen Charakters
- Opus 62: Zwei Fugen nebst Einleitung für das volle Werk und drei Vorspiele für sanfte Stimmen
- Opus 63: Vier Orgelstücke (Neuausgabe Berlin 2013)
1. Vorspiel zum Choral: „Es ist das Heil uns kommen her“
2. Trio
3. Bearbeitung des Chorals: „Freu’ dich sehr, o meine Seele“
4. Praeludium und Fuge Opus 66: Praeludium und Fuge d-Moll (Neuausgabe Kleinmachnow 2016)
- Opus 67: „God save the King“, zum Gebrauch bei Orgel-Concerten bearbeitet
- Opus 70: Sechs Orgel-Compositionen (ein Vorspiel und zwei Fugen für das volle Werk nebst drei Vorspielen für sanfte Stimmen)
- Opus 71: Sechs Orgel-Compositionen (Fuge, Choral, Vor- und Nachspiel für das volle Werk nebst drei Vorspielen für sanfte Stimmen)
- Opus 73. Fantasie und Fuge
- Opus 74: Drei Praeludien, Trio und Vorspiel zum Choral: „Aus tiefer Noth schrei’ ich zu dir“
- Opus 81: Fünf Orgelstücke verschiedenen Charakters
- Opus 84: Einleitung zu Graun’s „Tod Jesu“
- Opus 85: Toccata
- Opus 86: Praeludium und Fuge in h-Moll
- Opus 87: Fantasie in d-Moll zu vier Händen

Werke ohne Opuszahl
- Choral „Wer nur den lieben Gott lässt walten“ mit Veränderungen
- Fuga aus Mozart’s Requiem und Praeludium als Einleitung zu derselben
- Leichte Präludien für die Orgel (1–36) – Ausgabe: C.F. Peters, Leipzig, nr. 8320
- Praeludium über zwei Themata aus Graun’s „Tod Jesu“ zum Choral: „O Haupt voll Blut und Wunden“